# Недригайло Валентин Михайлович
Валентин Михайлович Недригайло (5 лютого 1936, Бездрик — 6 вересня 2005) — український правоохоронець, державний діяч. Заступник міністра внутрішніх справ України. Заслужений юрист України. Народний депутат України 2-го скликання (1994—1998).

## Біографія
Народився 5 лютого 1936 року в селі Бездрик (нині Сумського району Сумської області). Після закінчення автотранспортного технікуму в Києві та служби в армії пішов на службу в міліцію — почав з роботи інспектором дорожнього нагляду, але швидко піднявся по службових сходах до замначальника УВС Київської області, а пізніше — начальника УВС Полтавської, Донецької областей та Києва.
З 1991 року — заступник міністра внутрішніх справ України, у 1992—1994 — перший заступник міністра внутрішніх справ — начальник міліції громадської безпеки.

Могила Валентина Недригайла

Був народним депутатом Верховної Ради України другого скликання (1994—1998), членом комітету з питань законності і правопорядку, головним консультантом Комітету у закордонних справах Верховної Ради України (третього скликання). У 2002 році був другим номером у списку виборчого блоку «ЗУБР» від партії «Світло Зі Сходу». Працював позаштатним консультантом Комісії ВР з питань боротьби з корупцією та організованою злочинністю.
Загинув в автокатастрофі на 70-му році життя 6 вересня 2005, біля села Мала Рублівка на Полтавщині. У цій же автотрощі загинули ще троє людей. Похований на Байковому кладовищі (ділянка № 49б, 50°25′3.01″ пн. ш. 30°30′2.79″ сх. д. / 50.4175028° пн. ш. 30.5007750° сх. д.).

## Нагороди
Нагороджений орденом Червоної зірки, 15 медалями.
Заслужений юрист України.